# Vriesea castaneobulbosa
Vriesea castaneobulbosa är en gräsväxtart som först beskrevs av Carl Christian Mez och Karl Carl Wercklé, och fick sitt nu gällande namn av Jason Randall Grant. Vriesea castaneobulbosa ingår i släktet Vriesea och familjen Bromeliaceae. Inga underarter finns listade i Catalogue of Life.